# Ідан Горно
Ідан Горно, відомий також як Ідан Токломаті-Горно (івр. עידן טוקלומטי ג'ורנוI; нар. 9 серпня 2004, Нетанья) — ізраїльський футболіст, нападник клубу МЛС «Шарлотт» та національної збірної Ізраїлю. Виступав також за клуб «Маккабі» (Петах-Тіква).

## Клубна кар'єра
Ідан Горно народився 2004 року в місті Нетанья в сім'ї бенінського футболіста Тоні Токлометі та ізраїльської журналістки Іріс Горно. У професійному футболі дебютував 2022 року виступами за команду «Маккабі» (Петах-Тіква), в якій грав до 2024 року, взявши участь у 63 матчах чемпіонату. З 2024 року футболіст грає в клубі МЛС «Шарлотт».

## Виступи за збірні
У 2021 році Ідан Горно дебютував у складі юнацької збірної Ізраїлю, загалом на юнацькому рівні взяв участь у 17 іграх.
З 2022 року Горно грає у складі молодіжної збірної Ізраїлю. У складі збірної футболіст брав участь у молодіжному чемпіонаті Європи 2023 року, на якому ізраїльська молодіжка дійшла до півфіналу. На молодіжному рівні Коен зіграв у 23 офіційних матчах. На молодіжному рівні зіграв у 13 офіційних матчах, забив 1 гол. У 2024 році футболіста включили до заявки олімпійської збірної Ізраїлю для участі у футбольному турнірі на літніх Олімпійських іграх у Парижі.
У 2023 році Ідан Горно дебютував у складі національної збірної Ізраїлю. Станом на листопад 2024 року зіграв у складі національної збірної 4 матчі, в яких забитими голами не відзначився.

## Титули і досягнення
- Володар Кубка Ізраїлю (1): 2023-24